# Organo della chiesa di San Martino ad Halberstadt

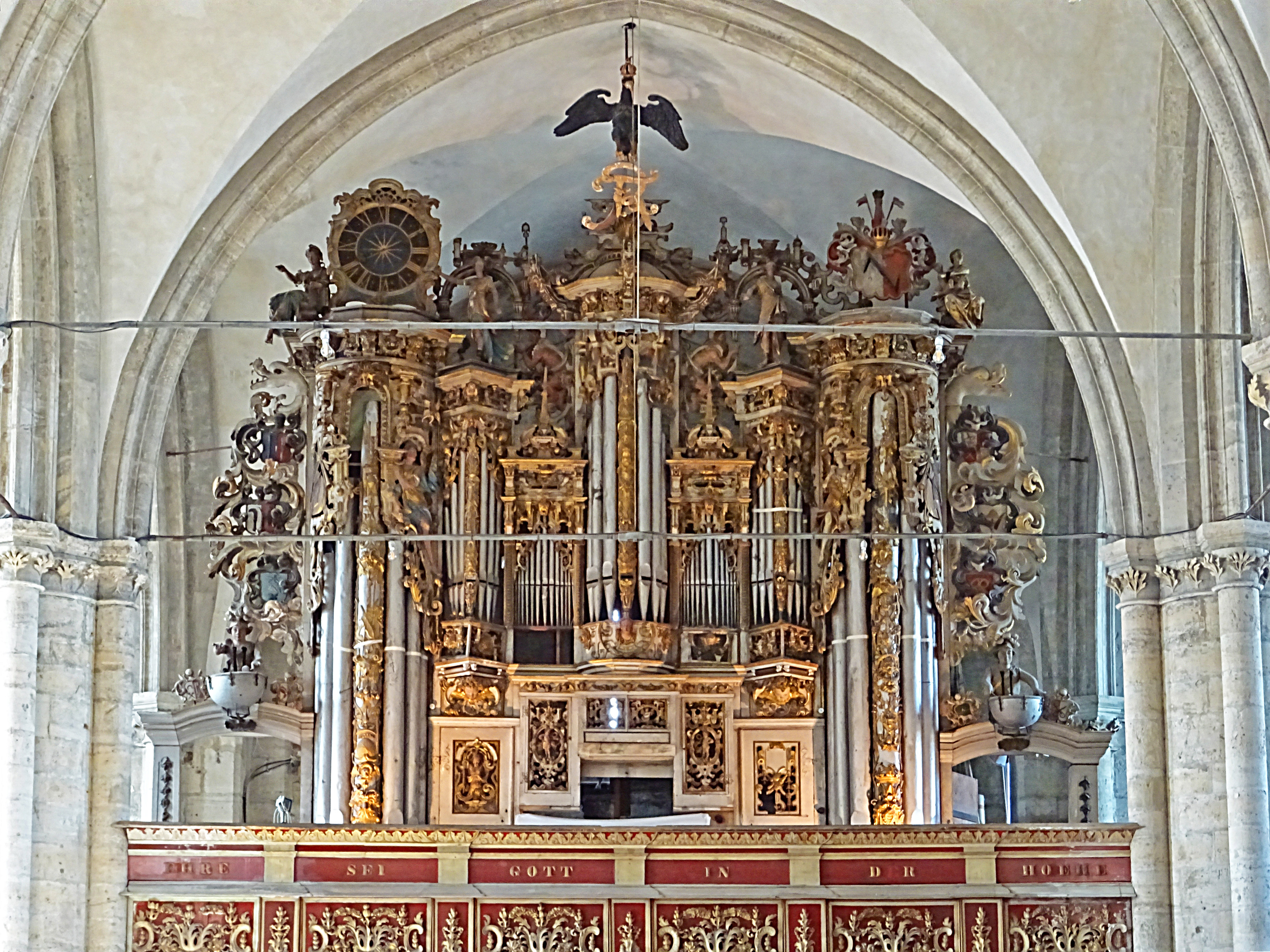
L'organo della chiesa di San Martino ad Halberstadt durante i lavori di ricostruzione.

Con organo della chiesa di San Martino ci si riferisce a un organo monumentale costruito ad Halberstadt, in Germania.

## Storia
Nel 1592 il duca Enrico Giulio di Brunswick-Lüneburg commissionò all'organaro David Beck la realizzazione di uno strumento per la cappella del castello di Gröningen. L'organo, per ordine espresso del duca, doveva essere il più grande, sontuoso e importante della Germania. Nel 1594 Michael Praetorius entrò al servizio del duca, e, probabilmente, contribuì come consulente alla costruzione del nuovo strumento, che venne ultimato nel 1596.
Per l'inaugurazione, avvenuta il 2 agosto 1596, il duca invitò 53 organisti fra i più famosi all'epoca in Germania, fra i quali Heinrich Compenius il Vecchio, Hieronymus Praetorius, Petrus Schröter, Johann Steffens, Cajus Schmidtlein, Johann von Ende e Hans Leo Hassler, i quali suonarono l'organo per una settimana intera. Si trattava, all'epoca, di uno strumento da 59 registri, dotato di una ricchissima cassa in legno intagliato decorata con motivi rinascimentali.
Dopo l'inaugurazione Michael Praetorius venne nominato organista titolare e responsabile per la regolare manutenzione, e, nel 1604, gli succedette Esaias Compenius. La struttura dello strumento è nota attraverso due fonti: il Syntagma Musicum di Michael Praetorius, nel quale è annotata la disposizione fonica, e l'Organum Gruningense redivivum, una relazione del 1705 di Andreas Werckmeister, all'epoca organista nella chiesa di San Martino, che enunciava i gravi problemi dello strumento. Dopo la morte del duca nel 1613, infatti, la cappella del castello non era più stata utilizzata e l'organo era divenuto una sorta di ornamento privo di manutenzione. Nel 1741, infatti, divenne del tutto insuonabile.
Nel 1770, su ordine di Federico II di Prussia, l'organo venne trasferito dall'ormai abbandonata cappella del castello di Gröningen alla chiesa di San Martino ad Halberstadt, affidando i lavori a Johann Christoph Wiedemann. Wiedemann, oltre a smontare e rimontare lo strumento, aggiunse nove registri, un glockenspiel e alcuni elementi decorativi. Nel 1801 Johann Friedrich Schulze sostituì quasi tutte le canne, risparmiando solo quelle della facciata. Ernst Röver, nel 1921, rimosse il materiale di Schulze e costruì, dietro la facciata di David Beck, un organo completamente nuovo.
Nel 2007 i superiori della chiesa decisero di commissionare una ricostruzione filologica per ricreare l'organo nelle sue condizioni cinquecentesche originarie, affidando i lavori a Christian Lutz, Dietrich Kollmannsperger e Christoph Lehmann, i quali rimossero completamente lo strumento di Röver. A oggi, 2012, i lavori sono ancora in corso.

## Caratteristiche tecniche
Il nuovo organo sarà a trasmissione interamente meccanica, l'aria sarà fornita da otto mantici a cuneo, la pressione del vento sarà di 66 mm in colonna d'acqua, il corista del La corrisponderà a 469 Hz e il temperamento sarà il mesotonico. La disposizione fonica sarà la seguente:
| Primo manuale - Rückpositiv CDE-c3 |        |
| Quintadehn                         | 8'     |
| Principal                          | 4'     |
| Gemßhorn                           | 4'     |
| Gedact                             | 4'     |
| Octava                             | 2'     |
| Spizfloite                         | 2'     |
| Quinta                             | 1' 1/2 |
| Subflöite                          | 1'     |
| Mixtur                             | IV     |
| Zimbel                             | III    |
| Sordunen                           | 16'    |
| Trommet                            | 8'     |
| Krumbhorn                          | 8'     |
| Klein Regal                        | 4'     |

| Secondo manuale - Oberwerk CDE-c3 |         |
| Groß Quintadena                   | 16'     |
| Principal                         | 8'      |
| Holfloiten                        | 8'      |
| Grobgedact                        | 8'      |
| Gemßhorn                          | 8'      |
| Groß Quwerflöt                    | 8'      |
| Quinta                            | 6'      |
| Octava                            | 4'      |
| Klein Querflöite                  | 4'      |
| Nachthorn                         | 4'      |
| Mixtur                            | VI-VIII |
| Zimbel doppelt                    | II      |

| Secondo manuale - Vornen in der Brust CDE-c3 |    |
| Klein Gedact                                 | 2' |
| Klein Octava                                 | 1' |
| Klein Mixtur                                 | II |
| Zimbel doppelt                               | II |
| Rankett                                      | 8' |
| Regal                                        | 8' |
| Zimbel Regal                                 | 2' |

| Pedaliera - Im Pedal auf der Ober-Lade CDE |     |
| Untersatz                                  | 16' |
| Quintadeen Baß                             | 16' |
| Octaven Baß                                | 8'  |
| Klein Octaven Baß                          | 4'  |
| Klein Quintadeen Baß                       | 4'  |
| Nachthorn Baß                              | 4'  |
| Rausch Quinten Baß                         | 3'  |
| Hol Quinten Baß                            | 3'  |
| Holfloiten Baß                             | 2'  |
| Mixtur Baß                                 | V   |

| Pedaliera - In den beiden Seitenthörmen CDE |     |
| Groß Principal Baß                          | 16' |
| Groß Gemshorn Baß                           | 16' |
| Groß Querflöiten                            | 4'  |
| Gemshorn Baß                                | 8'  |
| Quintflöiten Baß                            | 4'  |
| Kleingedact                                 | 4'  |
| Sordunen Baß                                | 16' |
| Posaunen Baß                                | 16' |
| Trommeten Baß                               | 8'  |
| Schallmeyen Baß                             | 4'  |

| Pedaliera - In der Brust auf beiden Seiten CDE |        |
| Quintflöiten Baß                               | 1' 1/2 |
| Bawrflöiten Baß                                | 4'     |
| Zimbel Baß                                     | III    |
| Rancket Baß                                    | 8'     |
| Krumbhorn Baß                                  | 8'     |
| Klein Regal Baß                                | 8'     |

| Accessori |
| Tremulant |